# 1372 Haremari
Az 1372 Haremari (ideiglenes jelöléssel 1935 QK) a Naprendszer kisbolygóövében található aszteroida. Karl Wilhelm Reinmuth fedezte fel 1935. augusztus 31-én, Heidelbergben.